# Dobiesławice (Sainte-Croix)
Pour les articles homonymes, voir Dobiesławice.
Dobiesławice est une localité polonaise de la gmina de Bejsce, située dans le powiat de Kazimierza en voïvodie de Sainte-Croix.